# Nanhaipotamon dongyinense
Nanhaipotamon dongyinense is een krabbensoort uit de familie van de Potamidae. De wetenschappelijke naam van de soort is voor het eerst geldig gepubliceerd in 2005 door Shih, Chen & Wang.